# Мой друг Нодар
«Мой друг Нодар» — советский фильм 1967 года, снятый на киностудии «Грузия-фильм» режиссёром Давидом Рондели.

## Сюжет
Нодар оставляет жену и ребенка в деревне, бросает работу на ткибульской шахте и отправляется в Кутаиси к своим друзьям — Гиви, Бухути и Гогии. Его друг Гиви советует Нодару вернуться к своей семье, но Нодар хочет жить в городе и начать работать руководителем танцевального кружка на автозаводе. Нодар веселый, увлекающийся парень, он всюду хочет быть первым, но трудиться не любит. Все его попытки осуществить какое-нибудь мероприятие оканчиваются полным провалом из-за его легкомысленного характера. Знакомая ребят девушка Ия, вначале увлекшаяся Нодаром, вскоре также разочаровывается в нем. И тогда Нодар оскорбляет её. За честь девушки вступается Гиви, который давно любит Ию и избивает Нодара. Эта драма заставляет Нодара задуматься о своем поведении. Опозоренный Нодар уезжает из города обратно в деревню к семье и к работе на угольной шахте.

## В ролях
- Георгий Харабадзе — Нодар
- Гия Кобахидзе — Гиви
- Тия Пирцхалава — Ия
- Джемал Гаганидзе — Гогия
- Дмитрий Мчедлидзе — Бухути
- Григорий Нацвлишвили — Татэ Вачнадзе
- Баадур Цуладзе — Баноджа
- Эроси Манджгаладзе — Савле
- Карло Саканделидзе — Обуховский
- Георгий Гегечкори — учитель логики
- Тариэль Сакварелидзе — классный руководитель
- Зураб Лаферадзе — главный инженер
- Капитон Абесадзе — Апрасион
- Нино Чхеидзе — мать Нодара
- Ипполит Хвичия — эпизод

## Критика
Фильм получил отрицательные отзывы критики:

А на чем держится фильм «Мой друг Нодар»? Это комедия без комедийной ситуации, с героем более неприятным, чем смешным, которого в финале кулаками направляют на путь праведный. Другие персонажи днем куют что-то железное, а вечером дурачатся в вечерней школе: ученические, хотя и с претензией, пародийные вариации на темы «Весны на Заречной улице».— Искусство кино, 1970